# Autoroute A38
L’autoroute A 38 è un'autostrada francese che collega la A 6 (intersezione presso Pouilly-en-Auxois) a Plombières-lès-Dijon, dove viene continuata da un raccordo che la collega all'A39 e all'A31.